# 사마유
사마유(司馬攸, 248년 ~ 283년)는 중국 서진의 황족이며, 자는 대유(大猷)이다.

## 생애
사마의의 손자이고 사마소의 차남이자 서진의 시조 사마염의 동복동생이다. 백부 사마사가 자식이 없자 그의 양자로 입적됐다.
사마소가 늙어 후계자를 정하려 할 때, 사마소는 저돌적인 성격의 사마염보다는 온유한 사마유를 후계자로 삼아야 한다고 하였다. 그러나 여러 신료들의 반대로 장자인 사마염이 진왕직을 승계했고, 진황제에 오르기에 이른다. 진 왕조 성립 후, 사마유는 제왕(齊王)으로 봉해졌다. 사마유가 사마염의 후계 경쟁자였기에 사마유는 사마염의 인척들에게서 많은 공격을 받았다. 사마염이 죽자, 그의 장남 사마충이 제위를 계승했는데, 그가 무능했기 때문에 사마사가 사마소에게 물려준 예에 따라 사마충 대신 사마유가 제위를 승계해야 한다는 여론이 일었다.
283년, 사마충이 제위에 오르기 전에 사마유가 후계자가 되어야 한다는 여론이 부상하자, 순욱과 풍담이 사마염에게 모함하였다. 이때 병이 났던 사마유는 제대로 된 치료를 받지 못하여 죽게 되고 말았다.

## 사마유의 가족관계
- 증조부 : 사마방
  - 조부 : 사마의(고조 선황제)
  - 조모 : 장춘화(선목황후 장씨)
    - 양부 : 사마사(세종 경황제)
    - 양모 : 하후휘(경회황후 하후씨)
    - 양모 : 양휘유(경헌황후 양씨)
    - 친부 : 사마소(태조 문황제)
    - 친모 : 왕원희(문명황후 왕씨)
      - 형 : 사마염(세조 무황제)
      - 동생 : 사마정국
      - 동생 : 사마조
      - 동생 : 사마광덕
      - 동생 : 경조장공주